# La zia di Carlo (film 1941)
La zia di Carlo (Charley's Aunt) è un film del 1941, diretto dal regista Archie L. Mayo. La storia è tratta da una famosa commedia portata numerose volte sullo schermo.

## Trama
Due amici, studenti all'Oxford cercando di corteggiare due ragazze convincono un loro amico a travestirsi da zia, in tal modo il gruppo esce compatto e le ragazze si sentono più tranquille. Il tutto trascorre fino a quando la vera zia deciderà di far visita ai ragazzi.

## Produzione
Prodotto dalla Twentieth Century Fox Film Corporation il film è stato girato negli studi della 20th Century Fox.

## Distribuzione

### Data di uscita
Il film venne distribuito in varie nazioni, fra cui:
- Stati Uniti d'America, Charley's Aunt 1º agosto  1941(la prima fu il giorno precedente)
- Finlandia, Charleyn täti 5 dicembre 1943
- Svezia, Charleys tant 29 gennaio 1945

## Doppiaggio in Spagna
Il film, insieme ad altri, della 20th Century Fox fu doppiato in italiano da un gruppo di attori presenti a Madrid nel 1943 e 1944, gli attori erano Emilio Cigoli, Paola Barbara, Franco Coop, Nerio Bernardi, Felice Romano, Anita Farra, presenti nelle capitale spagnola per alcune coproduzioni italo-spagnole.
Impossibilitati a tornare in patria per gli avvenimenti del 25 luglio e 8 settembre, accettarono l'offerta della casa americana e lavorarono al doppiaggio dei film per il mercato italiano a guerra finita.
Furono doppiati tra gli altri Com'era verde la mia valle, Il sospetto, Il segno di Zorro, Il pensionante.

## Manifesti e locandine
I manifesti del film furono realizzati per l'italia dal pittore cartellonista Anselmo Ballester
- Il bozzetto